# Whitespace
Whitespace (с англ. — «пробел») — эзотерический язык программирования, созданный Эдвином Брэди (Edwin Brady) и Крисом Моррисом (Chris Morris). Язык был опубликован 1 апреля 2003 года. Существенным его отличием является то, что для управляющих конструкций используются только непечатаемые символы, а именно: пробел, перевод строки и табуляция. Интересным следствием этого факта является то, что текст программы на языке Whitespace можно «скрыть» внутри исходных кодов другой программы.
Сам язык является реализацией стек-машины.

## Синтаксис
Программа состоит из последовательности пробелов, табуляций и символов перевода строки. Данные символы составляют последовательность различных команд. Остальные символы игнорируются интерпретатором и могут быть использованы в качестве комментариев.
Команды состоят из префикса, определяющего тип команды, кода команды и, иногда, числового аргумента, записанного в прямом коде.